# Meioneta vera
Meioneta vera är en spindelart som först beskrevs av Jörg Wunderlich 1976.  Meioneta vera ingår i släktet Meioneta och familjen täckvävarspindlar.
Artens utbredningsområde är Queensland. Inga underarter finns listade i Catalogue of Life.